# Telatyn (Lublin)
Pour les articles homonymes, voir Telatyn.
Telatyn (prononciation [tɛˈlatɨn]) est un village de la gmina de Telatyn, du powiat de Tomaszów Lubelski, dans la voïvodie de Lublin, situé dans l'est de la Pologne.
Il est le siège administratif (chef-lieu) de la gmina rurale de Telatyn.
Telatyn se situe à environ 33 kilomètres à l'est de Tomaszów Lubelski (siège du powiat) et 120 kilomètres au sud-est de Lublin (capitale de la voïvodie).
Le village comptait une population de 603 habitants en 2008.

## Administration
De 1975 à 1998, le village était attaché administrativement à l'ancienne voïvodie de Zamość.

Depuis 1999, il fait partie de la nouvelle voïvodie de Lublin.

## Galerie
Quelques vues du village

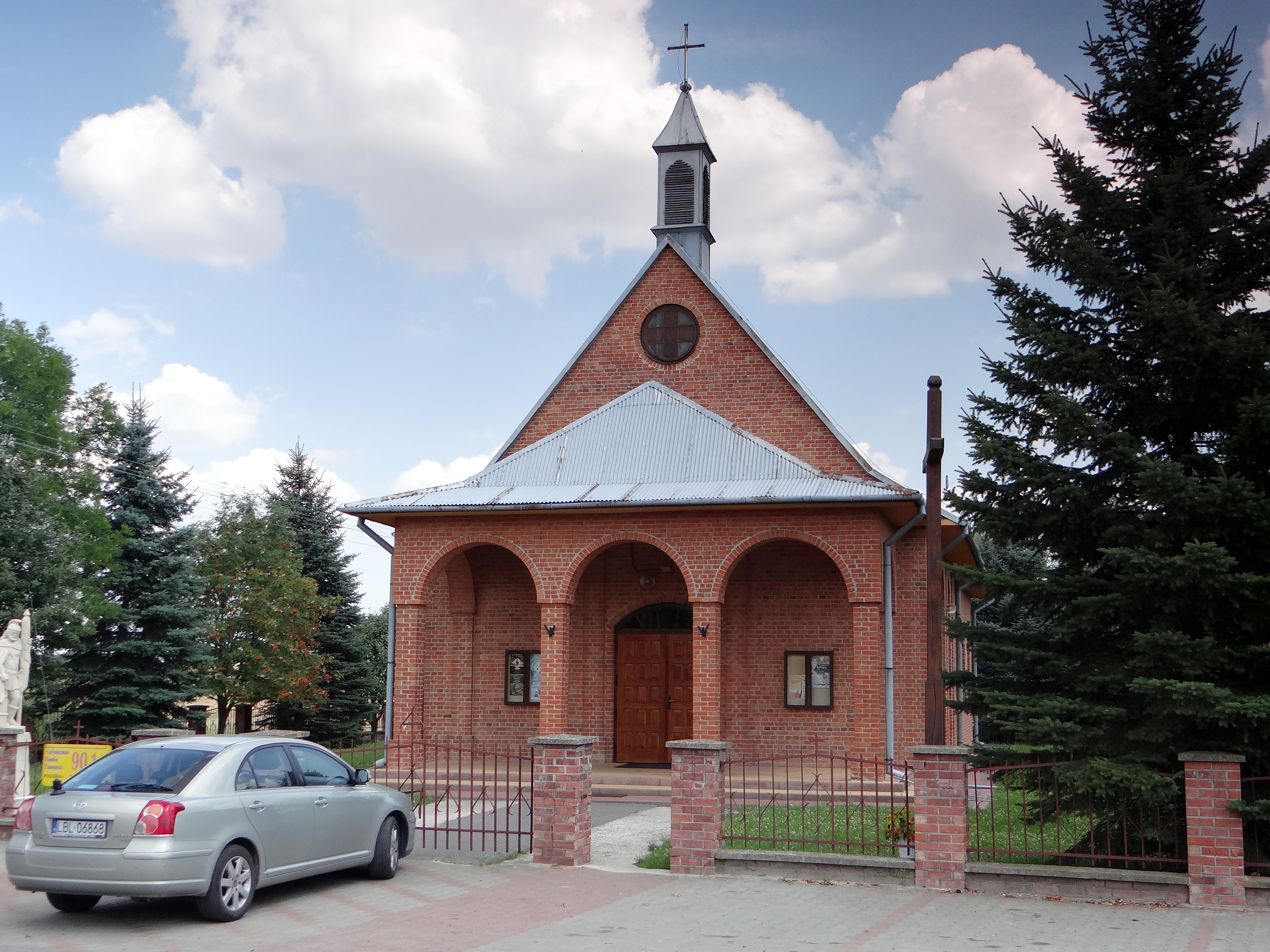
Église de Telatyn